# Halsua
Halsua (schwedisch Halso) ist eine Gemeinde in der Landschaft Mittelösterbotten im Westen Finnlands.

## Dörfer
Halsua, Kanala, Karhukorpi, Lepistö, Liedes, Majasaari, Marjusaari, Meriläinen, Niemi, Tofferi, Ylikylä.

## Städtepartnerschaften
Halsua unterhält folgende Städtepartnerschaft:
- Võru (Estland)

## Söhne und Töchter
- Viljami Kalliokoski (1894–1978), Politiker